# Grigori Cristi
Grigori (Grigore) Cristi (în rusă Григо́рий Ива́нович Кри́сти; n. 19 octombrie 1856, gubernia Basarabia, Imperiul Rus – d. 3 martie 1911, Sankt Petersburg, Imperiul Rus) a fost un politician țarist, guvernator al guberniilor Oriol (1901-1902) și Moscova (1902-1905). 

## Biografie
S-a născut în anul 1856. Provenea din familia Cristi, o familie de boieri moldoveni integrați în nobilimea rusă.
Educat la Moscova, acesta a participat la Războiul Ruso-Turc din 1877-1878. 
În 1887 s-a retras din armată, implicându-se în politică. În 1893 a fost ales mareșal al nobilimii al ținutului Dmitrovski, urmând ca în 1899 să ajungă reprezentant al nobilimii la Moscova. A fost de asemenea unul dintre finanțatorii construcției bisericii ortodoxe rusești din San Remo (Chiesa di Cristo Salvatore⁠(d)). 
În 1901 a ajuns guvernator al guberniei Oriol, urmând ca anul următor să devină guvernatorul Guberniei Moscova⁠(d). A deținut această funcție până în 1905, când a devenit senator. 
Grigori Cristi a decedat în anul 1911, la Sankt Petersburg. Fiul său, Vladimir Cristi, a fost primar al Chișinăului și ministru în guvernul României.